# Coulobres
Coulobres település Franciaországban, Hérault megyében. Lakosainak száma 371 fő (2022. január 1.). Coulobres Abeilhan, Espondeilhan, Pouzolles, Puissalicon és Servian községekkel határos.

## Népesség
A település népességének változása:
| Lakosok száma | 193  | 193  | 202  | 261  | 389  | 372  | 360  | 353  | 359  | 371  |
|               | 1968 | 1982 | 1990 | 2006 | 2013 | 2015 | 2017 | 2019 | 2020 | 2022 |